# Sebastian Fischer (Politiker)

Sebastian Fischer (2017)

Sebastian Frieder Fischer (* 8. Dezember 1981 in Oelsnitz/Vogtl.) ist ein deutscher Politiker (CDU). Er gehörte dem Sächsischen Landtag von 2009 bis 2019 und von 2022 bis 2024 an.

## Leben
Seit 1989 wohnt Sebastian Fischer in Gävernitz bei Großenhain. Nach dem Schulabschluss mit Mittlerer Reife 1998 erlernte er in Dresden den Beruf eines Kochs und arbeitete anschließend auf Föhr und in der Schweiz, ehe er seinen Grundwehrdienst beim 2. Schnellbootgeschwader in Warnemünde bei der Marine absolvierte. Nach beruflichen Aufenthalten in Frankreich und Norwegen absolvierte er in Sachsen den Kurs zum Küchenmeister, den er im Januar 2007 abschloss. Seitdem ist er als Küchenmeister und Mietkoch selbständig. Seit September 2020 studiert er Slawistik und Romanistik an der TU Dresden.
Fischer ist Beisitzer im Vorstand der Verbraucherzentrale Sachsen und Mitglied weiterer Vereine. Er ist evangelisch-lutherischer Konfession und sitzt dem Diakonischen Werk im Kirchenbezirk Großenhain vor. Fischer spricht neben seiner Muttersprache Deutsch auch Englisch, Französisch, Norwegisch und Russisch.

## Politische Karriere
2003 wurde Fischer Mitglied der Jungen Union und der CDU, seit 2006 ist er Vorsitzender des CDU-Ortsverbandes Priestewitz. Er war von 2011 bis 2015 Beisitzer im Landesvorstand der Jungen Union Sachsen & Niederschlesien.
2009 bewarb Fischer sich um das Direktmandat des Landtages im Wahlkreis 38 (Riesa-Großenhain), das er am 30. August mit 38,5 % der Stimmen gewann. Im selben Wahlkreis, der nun Wahlkreis 38 (Meißen 2) heißt, wurde er bei der Landtagswahl in Sachsen 2014 mit 41,4 % als Wahlkreisabgeordneter wiedergewählt. Im Landtag war er Vorsitzender des Ausschusses für Umwelt und Landwirtschaft, Mitglied im Ausschuss für Soziales und Verbraucherschutz, Gleichstellung und Integration und im Wahlprüfungsausschuss. Von April 2012 bis zum Ende der Legislaturperiode 2014 gehörte er dem ersten sächsischen NSU-Untersuchungsausschuss „Neonazistische Terrornetzwerke in Sachsen“ an. Er war weinbaupolitischer Sprecher der CDU-Fraktion im Sächsischen Landtag.
Fischer wurde 2015 zum stellvertretenden Vorsitzenden des Kreisvorstandes der CDU Meißen gewählt.
Bei der Landtagswahl 2019 verlor er sein Direktmandat des Wahlkreises Meißen 2 und somit zunächst auch seinen Sitz im Sächsischen Landtag. Er erhielt nur 32,2 % der Erststimmen, während Mario Beger (AfD) 40,1 % der Erststimmen auf sich vereinigen konnte.
Im Herbst 2019 wurde Fischer zum Vorsitzenden des Kreisvorstandes der CDU Meißen gewählt.
Bei der Bundestagswahl 2021 kandidierte er für das Direktmandat des Wahlkreises 155 (Meißen). Laut dem vorläufigen Endergebnis verlor er diese Wahl mit nur 22,3 % der Erststimmen, während auf Barbara Lenk (AfD) 31,0 % der Erststimmen ausfielen. Laut eigener Aussage wären die Fehler, die zu seiner Nichtwahl führten, nicht vom CDU-Kreisverband, sondern von ihm selbst gemacht worden.
Am 16. September 2022 rückte Fischer für Stephan Meyer in den Sächsischen Landtag nach.
Zur Landtagswahl in Sachsen 2024 trat Fischer erneut für das Direktmandat des Wahlkreises Meißen 2 an, musste sich aber erneut gegen Mario Beger geschlagen geben und schied somit aus dem Landtag wieder aus.

## Politische Positionen
Die Identitätspolitik zählte zum Kern Fischers politischer Arbeit. So setzte er sich unter anderem für die Einführung einer „Sachsenhymne“ ein. Seine Arbeit in diesem Bereich wurde sehr kritisch begleitet, unter anderem weil er 2015 mit der Pegida-Bewegung ins Gespräch kommen wollte. Ferner trat Fischer in der Facebook-Gruppe „Betroffene von Ausländerkriminalität in Sachsen“ mit Bürgern in Kontakt, die sich ablehnend mit der Zuwanderungspolitik der Bundesregierung auseinandersetzen.
Fischer bezeichnete 2018 die Affäre um #Pegizei als „kleine Sommerposse… Leider erneute Bestätigung des Gebrülls ‚Lügenpresse‘, Chance zu Vertrauensaufbau erneut verpasst“. Dem widersprach der Vorsitzende der sächsischen CDU-Landesgruppe im Bundestag, Marco Wanderwitz, deutlich: „Es ist keine Bestätigung für Verfassungs- und Demokratiefeinde, die ‚Lügenpresse‘ brüllen. Und es ist auch keine kleine Posse. Artikel 5 steht nicht ohne Grund so weit vorn in unserem Grundgesetz“.